# Košarkaški klub Partizan 2023-2024
Questa voce raccoglie le informazioni riguardanti il Košarkaški klub Partizan nelle competizioni ufficiali della stagione 2023-2024.

## Stagione
La stagione 2023-2024 del Košarkaški klub Partizan è la 18ª nel massimo campionato serbo di pallacanestro, la Košarkaška liga Srbije.
Il 22 febbraio Zach LeDay ottiene il passaporto azero.

## Roster
Aggiornato al 13 Novembre 2023.
| Partizan Mozzart Bet 2023-24 | Partizan Mozzart Bet 2023-24 |
| Giocatori                    | Staff tecnico                |
| ---------------------------- | ---------------------------- |

| N. | Naz.                                            | Ruolo | Nome                | Anno | Alt.   | Peso   |  |
| -- | ----------------------------------------------- | ----- | ------------------- | ---- | ------ | ------ |  |
| 0  | Stati Uniti (bandiera) · Croazia (bandiera)     | PG    | Jaleen Smith        | 1994 | 190 cm | 88 kg  |  |
| 1  | Serbia (bandiera)                               | AC    | Tristan Vukčević    | 2003 | 209 cm | 100 kg |  |
| 2  | Stati Uniti (bandiera) · Azerbaigian (bandiera) | AG    | Zach LeDay          | 1994 | 202 cm | 103 kg |  |
| 3  | Serbia (bandiera)                               | G     | Savo Drezgić        | 2006 | 191 cm |        |  |
| 4  | Serbia (bandiera)                               | G     | Aleksa Avramović    | 1994 | 193 cm | 87 kg  |  |
| 5  | Serbia (bandiera)                               | C     | Balša Koprivica     | 2000 | 216 cm | 110 kg |  |
| 7  | Stati Uniti (bandiera) · Serbia (bandiera)      | G     | Kevin Punter (C)    | 1993 | 193 cm | 81 kg  |  |
| 9  | Serbia (bandiera)                               | AC    | Alen Smailagić      | 2000 | 208 cm | 98 kg  |  |
| 10 | Serbia (bandiera)                               | P     | Ognjen Jaramaz      | 1995 | 193 cm | 88 kg  |  |
| 21 | Stati Uniti (bandiera)                          | AP    | James Nunnally      | 1990 | 201 cm | 95 kg  |  |
| 32 | Serbia (bandiera)                               | G     | Uroš Trifunović     | 2000 | 199 cm | 88 kg  |  |
| 33 | Serbia (bandiera)                               | G     | Danilo Anđušić      | 1991 | 195 cm | 92 kg  |  |
| 35 | Stati Uniti (bandiera)                          | PG    | P.J. Dozier         | 1996 | 198 cm | 93 kg  |  |
| 37 | Polonia (bandiera)                              | AP    | Mateusz Ponitka     | 1993 | 196 cm | 92 kg  |  |
| 44 | Stati Uniti (bandiera)                          | AC    | Frank Kaminsky      | 1993 | 213 cm | 110 kg |  |
| 50 | Brasile (bandiera)                              | AC    | Bruno Caboclo       | 1995 | 206 cm | 99 kg  |  |
| -  | Serbia (bandiera)                               | C     | Aleksa Dimitrijević | 2006 | 211 cm | 100 kg |  |

| Allenatore |
| - Željko Obradović |
| Assistente/i |
| - Vladimir Androić - Josep Maria Izquierdo - Bogdan Karaičić - Aleksandar Matović Legenda - (C) Capitano - (IN) Inattivo - Infortunato Roster |

## Mercato

### Sessione estiva
| Acquisti | Acquisti        | Acquisti         | Acquisti   | Acquisti |
| R.a      | Nome            | da               | Modalità   |          |
| -------- | --------------- | ---------------- | ---------- | -------- |
| P        | Ognjen Jaramaz  | Bayern Monaco    | svincolato |          |
| PG       | P.J. Dozier     | Sacramento Kings | svincolato |          |
| AP       | Mateusz Ponitka | Panathīnaïkos    | svincolato |          |
| AC       | Frank Kaminsky  | Houston Rockets  | svincolato |          |

| Cessioni | Cessioni           | Cessioni         | Cessioni         | Cessioni |
| R.       | Nome               | a                | Modalità         |          |
| -------- | ------------------ | ---------------- | ---------------- | -------- |
| P        | Yam Madar          | Fenerbahçe       | fine contratto   |          |
| PG       | Danté Exum         | Dallas Mavericks | fine contratto   |          |
| GA       | Đorđije Jovanović  | Ontario Clippers | rinnovo prestito |          |
| A        | Iōannīs Papapetrou | Panathīnaïkos    | rescissione      |          |
| C        | Mathias Lessort    | Panathīnaïkos    | fine contratto   |          |

### Dopo l'inizio della stagione
| Acquisti | Acquisti      | Acquisti       | Acquisti         | Acquisti   |
| R.       | Nome          | da             | Data             | Modalità   |
| -------- | ------------- | -------------- | ---------------- | ---------- |
| C        | Bruno Caboclo | Reyer Venezia  | 9 novembre 2023  | svincolato |
| PG       | Jaleen Smith  | Virtus Bologna | 24 dicembre 2023 | svincolato |

| Cessioni | Cessioni         | Cessioni      | Cessioni      | Cessioni                   |
| R.       | Nome             | a             | Data          | Modalità                   |
| -------- | ---------------- | ------------- | ------------- | -------------------------- |
| AC       | Tristan Vukčević | Wash. Wizards | 13 marzo 2024 | definitivo (1,2 milioni €) |